# Dieter Bartel
Dieter Bartel (* 15. Oktober 1951) ist ein deutscher ehemaliger Fußballspieler. In seiner Karriere absolvierte er über 150 Spiele in der 2. Fußball-Bundesliga. Seine Karriere beendete er 1983/94 bei Rot-Weiß Oberhausen.

## Leben
Seine Profikarriere startete Bartel 1976 als Mittelfeldspieler beim BSV 07 Schwenningen in der 2. Bundesliga. Nach fünf Monaten wechselte er zum FC 08 Homburg, unter anderem auch, weil der Verein nicht für die 2. Bundesliga gewappnet war und es Probleme mit dem Trainer gab. So wurde er für kurze Zeit suspendiert. Da die Mannschaft jedoch auf ihn angewiesen war, wurde er recht schnell begnadigt.
Beim FC 08 Homburg spielte er in der Bundesligasaison 1977/78 32 Spiele und schoss dabei vier Tore. Es folgte eine Saison beim VfR Bürstadt, den er zum Vizemeister führte. Er blieb in der 2. Bundesliga und spielte ab dem 1. Juli 1978 für Rot-Weiss Essen.
Am 1. Juli 1980 wechselte er zu Rot-Weiß Oberhausen und spielte zunächst in der 2. Bundesliga Nord. nach der Neuaufstellung der 2. Bundesliga wurde der Verein drittklassig. Mit dem Ende der Saison 1983/84 beendete Dieter Bartel seine Karriere im Alter von 32 Jahren.
Während seiner Karriere spielte er insgesamt 159 Spiele in der 2. Bundesliga und schoss insgesamt 27 Tore. Beim DFB-Pokal spielte er 13 Spiele.